# Gyorskorcsolya az 1984. évi téli olimpiai játékokon
Az 1984. évi téli olimpiai játékokon a gyorskorcsolya versenyszámait az Olympic Oval pályán rendezték február 8. és 19. között. A férfiaknak 5, a nőknek 4 versenyszámban osztottak érmeket.

## Éremtáblázat
(Az egyes számoszlopok legmagasabb értéke, vagy értékei vastagítással kiemelve.)
| Az 1984. évi téli olimpiai játékok éremtáblázata gyorskorcsolyában | Az 1984. évi téli olimpiai játékok éremtáblázata gyorskorcsolyában | Az 1984. évi téli olimpiai játékok éremtáblázata gyorskorcsolyában | Az 1984. évi téli olimpiai játékok éremtáblázata gyorskorcsolyában | Az 1984. évi téli olimpiai játékok éremtáblázata gyorskorcsolyában | Olimpia  |
| ------------------------------------------------------------------ | ------------------------------------------------------------------ | ------------------------------------------------------------------ | ------------------------------------------------------------------ | ------------------------------------------------------------------ | -------- |
|                                                                    | Ország                                                             | Arany                                                              | Ezüst                                                              | Bronz                                                              | Összesen |
| 1.                                                                 | NDK (GDR)                                                          | 4                                                                  | 4                                                                  | 3                                                                  | 11       |
| 2.                                                                 | Szovjetunió (URS)                                                  | 2                                                                  | 3                                                                  | 4                                                                  | 9        |
| 3.                                                                 | Kanada (CAN)                                                       | 2                                                                  | 0                                                                  | 1                                                                  | 3        |
| 4.                                                                 | Svédország (SWE)                                                   | 1                                                                  | 1                                                                  | 0                                                                  | 2        |
|                                                                    |                                                                    |                                                                    |                                                                    |                                                                    |          |
| 5.                                                                 | Japán (JPN)                                                        | 0                                                                  | 1                                                                  | 0                                                                  | 1        |
|                                                                    |                                                                    |                                                                    |                                                                    |                                                                    |          |
| 6.                                                                 | Norvégia (NOR)                                                     | 0                                                                  | 0                                                                  | 1                                                                  | 1        |
|                                                                    |                                                                    |                                                                    |                                                                    |                                                                    |          |
| Összesen                                                           | Összesen                                                           | 9                                                                  | 9                                                                  | 9                                                                  | 27       |

## Részt vevő nemzetek
A versenyeken 24 nemzet 139 sportolója vett részt.
- Ausztrália (AUS) (2)
- Ausztria (AUT) (4)
- Brit Virgin-szigetek (IVB) (1)
- Dél-Korea (KOR) (6)
- Egyesült Államok (USA) (13)
- Észak-Korea (PRK) (6)
- Finnország (FIN) (3)
- Franciaország (FRA) (2)
- Hollandia (NED) (11)
- Japán (JPN) (9)
- Jugoszlávia (YUG) (4)
- Kanada (CAN) (7)
- Kína (CHN) (12)
- Lengyelország (POL) (3)
- Magyarország (HUN) (1)
- Nagy-Britannia (GBR) (1)
- NDK (GDR) (10)
- NSZK (FRG) (7)
- Norvégia (NOR) (8)
- Olaszország (ITA) (3)
- Románia (ROU) (2)
- Svájc (SUI) (1)
- Svédország (SWE) (6)
- Szovjetunió (URS) (17)

## Érmesek
A rövidítések jelentése a következő:
- WR: világrekord
- OR: olimpiai rekord

### Férfi
| Az 1984. évi téli olimpiai játékok érmesei férfi gyorskorcsolyában |                                      |          |                                        |          |                                     |          |
| Versenyszám                                                        | Arany                                | Arany    | Ezüst                                  | Ezüst    | Bronz                               | Bronz    |
| 500 m                                                              | Szergej Fokicsev · Szovjetunió (URS) | 38,19    | Kitazava Josihiro · Japán (JPN)        | 38,30    | Gaétan Boucher · Kanada (CAN)       | 38,39    |
| 1000 m                                                             | Gaétan Boucher · Kanada (CAN)        | 1:15,80  | Szergej Hlebnyikov · Szovjetunió (URS) | 1:16,63  | Kai Arne Engelstad · Norvégia (NOR) | 1:16,75  |
| 1500 m                                                             | Gaétan Boucher · Kanada (CAN)        | 1:58,36  | Szergej Hlebnyikov · Szovjetunió (URS) | 1:58,83  | Oleg Bozsjev · Szovjetunió (URS)    | 1:58,89  |
| 5000 m                                                             | Tomas Gustafson · Svédország (SWE)   | 7:12,28  | Igor Malkov · Szovjetunió (URS)        | 7:12,30  | René Schöfisch · NDK (GDR)          | 7:17,49  |
| 10 000 m                                                           | Igor Malkov · Szovjetunió (URS)      | 14:39,90 | Tomas Gustafson · Svédország (SWE)     | 14:39,95 | René Schöfisch · NDK (GDR)          | 14:46,91 |

### Női
| Az 1984. évi téli olimpiai játékok érmesei női gyorskorcsolyában |                                  |         |                           |         |                                         |         |
| Versenyszám                                                      | Arany                            | Arany   | Ezüst                     | Ezüst   | Bronz                                   | Bronz   |
| 500 m                                                            | Christa Rothenburger · NDK (GDR) | 41,02   | Karin Enke · NDK (GDR)    | 41,28   | Natalja Glebova · Szovjetunió (URS)     | 41,50   |
| 1000 m                                                           | Karin Enke · NDK (GDR)           | 1:21,61 | Andrea Schöne · NDK (GDR) | 1:22,83 | Natalja Petruszjova · Szovjetunió (URS) | 1:23,21 |
| 1500 m                                                           | Karin Enke · NDK (GDR)           | 2:03,42 | Andrea Schöne · NDK (GDR) | 2:05,29 | Natalja Petruszjova · Szovjetunió (URS) | 2:05,78 |
| 3000 m                                                           | Andrea Schöne · NDK (GDR)        | 4:24,79 | Karin Enke · NDK (GDR)    | 4:26,33 | Gabi Schönbrunn · NDK (GDR)             | 4:33,13 |